# Göteborgs Stads författarstipendium
Göteborgs Stads författarstipendium, av kommunen benämnt Arbetsstipendium för författare, delas ut årligen till författare eller översättare från annat språk till svenska av skönlitterära verk för barn, ungdom eller vuxna. Som skönlitterärt verk räknas romaner, noveller, dramatik, lyrik och serier. Mottagaren ska ha gett ut eller översatt minst ett sådant verk under de senaste fem åren. Ett villkor är även att den som söker ska vara folkbokförd och konstnärligt verksam i Göteborg.

## Mottagare
- 1999 – Lina Ekdahl, Marie Hermanson, Robert Kangas, Kennet Klemets och Fredrik Nyberg
- 2000 – Pamela Jaskoviak, Jörgen Lind, Margareta Lindholm, Per Planhammar och Ragnar Strömberg
- 2001 – Erik Andersson, Åke Edwardson, Pär Hansson, Ann-Marie Ljungberg och Marie Norin
- 2002 – Karin Bellman, Sten Björnulfsson, Helena Eriksson, Anna Mattsson och Johan Werkmäster
- 2003 – Lotta Lotass, Ulf Karl Olov Nilsson och Marie Oskarsson
- 2004 – Johan Bergström, Jonas Magnusson och Annika Ruth Persson
- 2005 – Christine Falkenland och Mats Kolmisoppi
- 2006 – Eva F. Dahlgren, Inger Lindahl och Peter Törnqvist
- 2007 – Johannes Anyuru och Deniz Hallberg
- 2012 – Sara Hallström och Per Planhammar
- 2013 – Stig Hansén och Ola Nilsson
- 2014 – Eija Hetekivi Olsson och Aleksander Motturi
- 2015 – Anna Fock och Christin Ljungqvist
- 2016 – Martin Engberg och Jessica Schiefauer[1]
- 2017 – Elin Boardy och Pär Thörn[2]
- 2018 – Lina Ekdahl, Ulf Karl Olov Nilsson och Linda Spåman[3]
- 2019 – Karin Brygger, Marie Hermanson och Jörgen Lind[4]
- 2020 – Christine Falkenland, Jenny Högström och Klara Persson[5]
- 2021 – Aleksander Motturi, Aino Trosell och Helena Westroth Hansson[6]
- 2022 – Olivia Bergdahl, Fredrik Nyberg och Göran Parkrud[7]
- 2023 – Kennet Klemets, Kerstin Lundberg Hahn och Emma Nordlander[8]
- 2024 – Anna Fohlin Mattsson, Malin Biller och Per Magnus Johansson[9]